# Hartly
Hartly est une ville américaine située dans le comté de Kent, dans l'État du Delaware.

## Démographie
| 1920 | 1930 | 1940 | 1950 | 1960 | 1970 |
| ---- | ---- | ---- | ---- | ---- | ---- |
| 905  | 101  | 125  | 139  | 164  | 180  |

| 1980 | 1990 | 2000 | 2010 | - | - |
| ---- | ---- | ---- | ---- | - | - |
| 106  | 107  | 78   | 74   | - | - |

Selon le recensement de 2010, Hartly compte 74 habitants. La municipalité s'étend sur 0,06 milles carrés (0,16 km2).